# Rita Volk

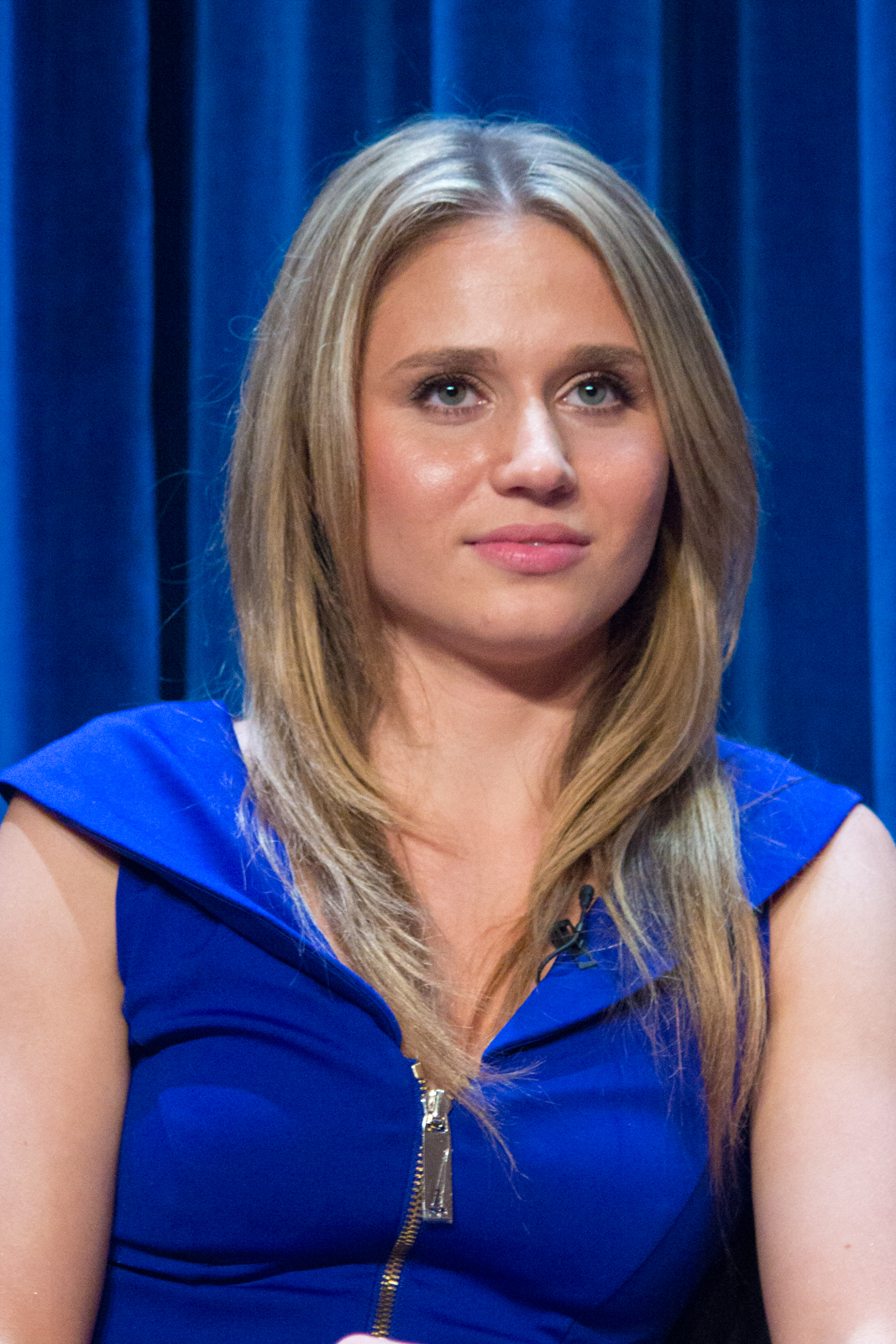
Rita Volk (2014)

Rita Volk (* 3. September 1990 in Taschkent, UsSSR als Margarita Volkovinskaya, russisch Маргарита Волковинская) ist eine usbekisch-amerikanische Schauspielerin. Bekannt ist sie durch ihre Rolle als Amy in der Serie Faking It.

## Biografie
Rita Volk wurde im usbekischen Taschkent geboren, das damals Teil der Sowjetunion war. Im Alter von sechs Jahren zog sie mit ihrer Familie nach San Francisco. Dort versuchte sie sich als Model und spielte in Werbespots sowie Schulaufführungen mit. Nach der Schule studierte sie Psychologie an der Duke University. Ab 2012 hatte sie Gastauftritte in den Fernsehserien Rizzoli & Isles sowie Major Crimes. 2013 war sie in einer Hauptrolle in The Hungover Games, einer Parodie der Filme Hangover und Die Tribute von Panem – The Hunger Games, zu sehen. Sie spielte darin Katnip Everlean, eine Anspielung auf Katniss Everdeen.
Im Oktober 2013 bestellte MTV die Comedyserie Faking It mit Volk in einer Hauptrolle. Sie spielte darin Amy, die vorgibt lesbisch und in einer Beziehung mit ihrer besten Freundin Karma (Katie Stevens) zu sein. Die Premiere der Serie am 22. April 2014 hatte rund 1,2 Millionen Zuschauer und erreichte damit ähnliche Werte wie Awkward – Mein sogenanntes Leben im Vorprogramm.

## Filmografie
- 2012: Rizzoli & Isles (Fernsehserie, Episode 3x08)
- 2013: Major Crimes (Fernsehserie, Episode 2x10)
- 2014: The Hungover Games
- 2014–2016: Faking It (Fernsehserie, 38 Episoden)
- 2016: Almost Friends
- 2016–2017: Relationship Status (Fernsehserie, 8 Episoden)
- 2018: Summertime
- 2020: Condor (Fernsehserie, 4 Episoden)
- 2020: We Still Say Grace
- 2023: Dr. Death (Fernsehserie, 5 Episoden)
- 2025: The Cleaning Lady (Fernsehserie)